# Tamara Larrea
Tamara Larrea Peraza (* 25. November 1973 in Havanna) ist eine ehemalige kubanische Beachvolleyballspielerin. Sie nahm an drei Olympischen Spielen teil.

## Karriere
Larrea spielte ihre ersten Open-Turniere 1998 mit Maria Eugenia Quevedo. Im Jahr 2000 bildete sie erstmals ein Duo mit Dalixia Fernández Grasset, das am olympischen Turnier in Sydney teilnahm. Nach einer klaren Auftaktniederlage gegen die brasilianischen Silbermedaillengewinner kämpften sich die Kubanerinnen noch ins Achtelfinale und unterlagen dort den US-Amerikanerinnen Davis/Jordan. 2001 kamen sie bei vielen FIVB-Turnieren in die Top Ten. Bei der Weltmeisterschaft in Klagenfurt erreichten sie ohne Satzverlust das Achtelfinale, das sie gegen Wood/Bragado aus den USA verloren. Die Goodwill Games in Brisbane beendeten sie auf dem achten Rang. 2002 spielte Larrea mit Milagros Crespo und wurde sechsmal in Folge Neunte bei Open-Turnieren und Grand Slams.
2003 kam sie wieder mit Fernández Grasset zusammen und belegte in Rhodos gleich den vierten Platz. Bei der WM in Rio de Janeiro scheiterte das wiedervereinte Duo in der ersten Hauptrunde an den späteren Bronzemedaillengewinnern Cook/Sanderson aus Australien. Die zweite Olympiateilnahme der beiden Kubanerinnen endete 2004 in Athen im Achtelfinale gegen die Kanadierinnen Dumont/Martin. In Berlin, wo sie beim Grand Slam 2004 bereits das Endspiel erreicht hatten, verpassten sie bei der Weltmeisterschaft 2005 durch eine Niederlage gegen das chinesische Paar Tian Jia/Wang Fei nur knapp eine Medaille.
2007 in Gstaad verloren sie in der WM-Vorrunde unter anderem gegen ihre nationalen Konkurrentinnen Ribalta/Crespo und belegten nach der Achtelfinale-Niederlage gegen die US-Amerikanerinnen Branagh/Youngs den neunten Platz. Genau dasselbe Ergebnis gab es ein Jahr später beim olympischen Turnier in Peking. Nach ihrer dritten Olympiateilnahme beendete Larrea ihre internationale Karriere.